# 1948 en automobile
Chronologie de l'automobile
- 1947 en automobile - 1948 en automobile - 1949 en automobile

## Industrie automobile
- 7 octobre : présentation au salon de l'automobile à Paris de la Citroën 2CV

## Salon automobile
- Octobre : Salon De L'Automobile de Paris